# 即邱故城
即邱故城，位于山东省临沂市兰山区大岭镇古城村，是中华人民共和国山东省文物保护单位之一。
2006年12月7日，授予山东省文物保护单位，是一座古遗址。